# Sprawiedliwość Sharpe’a
Sprawiedliwość Sharpe’a (ang. Sharpe's Justice) – brytyjski telewizyjny film historyczny z 1997 roku. Film jest częścią cyklu filmów o Richardzie Sharpie, zrealizowanego na podstawie serii powieści o tej postaci autorstwa Bernarda Cornwella, jednak nie jest adaptacją żadnej konkretnej powieści tego autora.

## Treść
Rok 1814. Richard Sharpe powraca do Anglii. Chce wyrównać rachunki z niewierną żoną Jane i jej kochankiem Lordem Rossendale'm. Niestety Rossendale, mający koneksje w Horse Guards wysyła majora na prowincję, do Yorkshire.

## Główne role
- Sean Bean - Richard Sharpe
- Nick Conway - Sam West
- Tony Aitken - Horse Guards Clerk
- Daragh O’Malley - Patrick Harper
- Abigail Cruttenden - Jane Sharpe
- Caroline Langrishe - Lady Anne Camoynes
- Philip Glenister - Truman
- John Tams - Hagman
- Alexis Denisof - Rossendale